# Наземное обслуживание воздушного судна

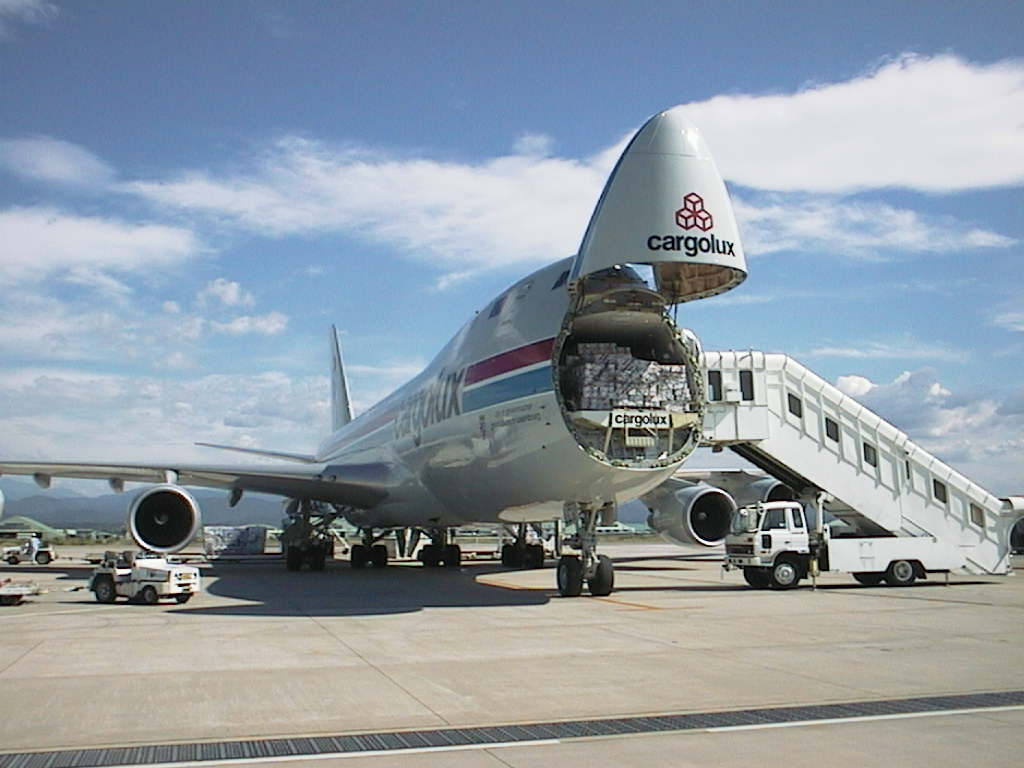
Наземное обслуживание Boeing 747-400F Cargolux

Наземное обслуживание воздушного судна (ВС) или хэндлинг (англ. handling) — комплекс работ по приёму ВС (обычно самолёта) на стоянке, по подготовке к вылету и выпуску в полёт.
Работы, которые могут потребоваться:

## Встреча
Работы по встрече ВС включают в себя управление им с помощью визуальных сигналов во время руления в пределах стоянки, установку колодок, послеполётный осмотр ВС.

## Буксировка
Буксировка ВС необходима при ограниченности пространства аэродрома, делающей невозможным руление ВС на тяге собственных двигателей, а также для перемещения ВС без участия экипажа в ходе работ по техническому обслуживанию ВС.

## Обеспечение наземным электропитанием
В целях сокращения потребления топлива и уменьшения нагрузки на самолётные системы, в частности, для уменьшения использования вспомогательной силовой установки, электропитание систем ВС на стоянке обычно осуществляется от наземного источника.
Большинство ВС в настоящее время используют трёхфазный электрический ток фазным напряжением 115 В частотой 400 Гц. Некоторые типы ВС используют постоянное напряжение 28 В.

## Кондиционирование салона
В условиях холодного климата осуществляется подача подогретого воздуха, а в жаркое время — охлаждённого. Воздух подаётся в самолётную систему кондиционирования воздуха (СКВ) с помощью рукава (тонкостенного шланга большого диаметра) через быстроразъёмное соединение в системе кондиционирования ВС, закрытое обычно лючком в обшивке.

## Разгрузка и загрузка
Загрузка и разгрузка багажа обычно производятся выделенными бригадами. Они могут оснащаться вспомогательной техникой — малогабаритными тягачами для тележек, транспортёрами, подъёмниками и автомашинами для обработки контейнеров.

## Заправки
Для вылета самолёт заправляется пресной водой и топливом.
К заправке также может быть отнесён слив содержимого приёмных баков туалетных систем. В зависимости от конструкции ВС, может понадобиться заправка туалетной системы спецжидкостью.
Заправки другими жидкостями (масла́, жидкости для гидросистем) и газами (например, кислород) относятся к техническому обслуживанию ВС (ТО ВС).

## Уборка салона
Уборка салона производится для удаления мусора и загрязнений из салона ВС и его кабины и подготовки к приёму пассажиров. Обычно включает вынос содержимого мусорных баков, очистку загрязнённых чехлов сидений кресел и привязных ремней пассажиров и экипажа, уборку мусора пылесосом и влажную протирку элементов интерьера салона (стёкол окон, зеркал, подлокотников, багажных полок и их крышек).
Объём уборки зависит от формы обслуживания ВС и отпущенного на уборку времени. Также может полностью или частично производиться с помощью экипажа ВС (обычно кабинного — бортпроводников) для сокращения времени стоянки ВС и затрат авиакомпании.

## Обеспечение бортпитанием
Бортпитанием называется пища и напитки для употребления пассажирами и экипажем ВС во время полёта.
Снабжение производится выделенной службой с использованием автомашин, оснащённых автолифтом — поднимающимся на уровень дверей ВС с помощью гидроподъёмников кузовом.

## Противообледенительная обработка

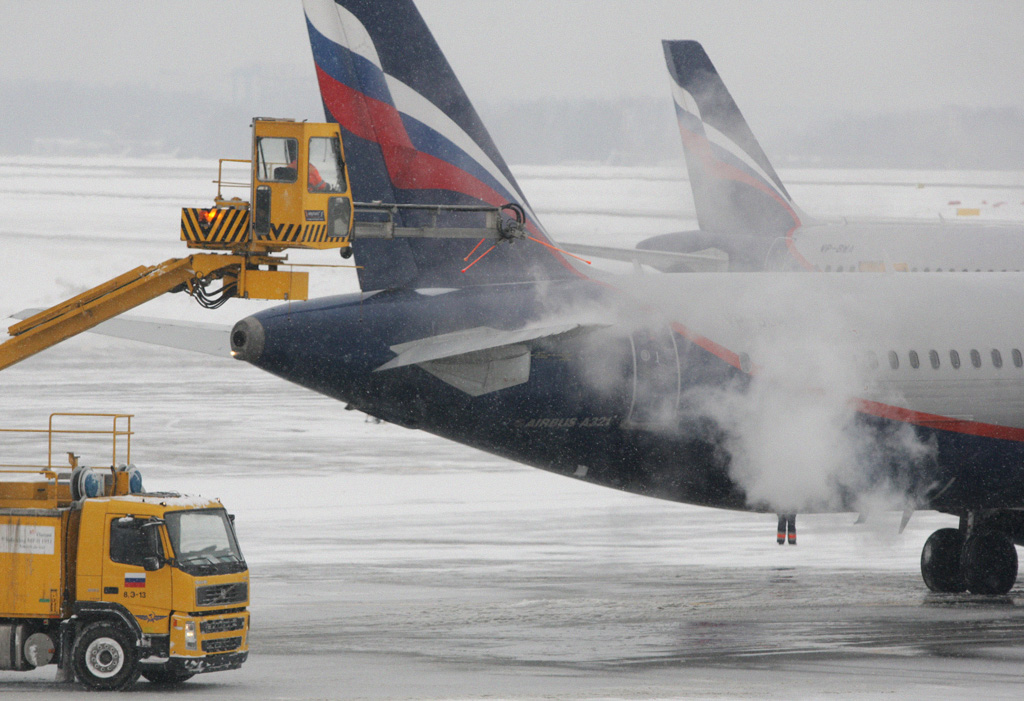
Обработка аэробуса А-321 авиакомпании "Аэрофлот" в Международном аэропорту "Шереметьево", 2009

Противообледенительная обработка проводится при необходимости для удаления с поверхностей ВС замёрзших осадков или для предотвращения их появления.
Обычно производится на выделенных площадках, куда ВС после окончания загрузки груза, багажа и посадки пассажиров буксируется тягачом. Возможна также обработка при запущенных двигателях и обработка на месте стоянки — это зависит от правил, действующих в конкретном аэропорту.

## Запуск двигателей
Запуск двигателей производится экипажем ВС под наблюдением наземного персонала, так как обычно экипаж ВС не имеет возможности наблюдать за выхлопной частью двигателей и контролировать их состояние визуально.
Наземный персонал перед запуском и во время него следит за тем, чтобы в опасных зонах вокруг двигателей и ВС не находились посторонние предметы, люди и спецтранспорт; за отсутствием течей жидкостей и видимых отклонений в работе двигателей и систем ВС.
После проведения противообледенительной обработки ВС должно вылететь в течение 20 минут, иначе требуется повторная обработка.

## Выпуск
Выпуск включает в себя предполётный осмотр ВС, наблюдение за запуском двигателей (при необходимости обеспечение запуска от наземного источника сжатого воздуха или электропитания) и, часто, буксировку ВС от места стоянки до места запуска двигателей.
На время буксировки и запуска ВС между экипажем ВС и выпускающим лицом организуется визуальная, проводная или радиосвязь.
После получения от экипажа доклада о нормальной работе систем ВС, выпускающий отключается от проводной связи и переходит на визуальную связь впереди и сбоку от ВС. После получения экипажем разрешения у диспетчера руления, экипаж визуальным сигналом запрашивает у выпускающего разрешение на начало руления. При отсутствии помех для выруливания выпускающий жестом разрешает выруливание, и ВС рулит к месту взлёта.